# 安部学院高等学校
安部学院高等学校（あべがくいんこうとうがっこう 英：Abe Gakuin high school）は、東京都北区栄町にある、私立の高等学校で、女子校。商業科のみを置く。

## 沿革
- 1940年 - 滝野川第一商業女学校開校
- 1944年 - 滝野川女子商業学校に改称
- 1948年 - 高等学校を設置
- 1950年 - 現在地に移転し、現在の校名に改称
- 2005年 - 創立65周年記念式典挙行

## 制服
- 冬服 　ブレザー
- 夏服 　ニットベスト

## 部活動
レスリング部は、2013年のインターハイで部員19人中11人が上位に入った。

## 交通
- 都電荒川線 栄町停留場 すぐ
- JR京浜東北線 王子駅 徒歩3分
- 東京メトロ南北線 王子駅 徒歩5分

## 著名な出身者
- 永島千佳世 - プロレスラー
- 橋本千紘 - プロレスラー
- Maria - プロレスラー
- 村田夏南子 - 総合格闘家
- 宮原優 - アマチュアレスラー
- 志土地真優 - アマチュアレスラー[2]
- 須﨑優衣 - アマチュアレスラー
- 南條早映 - アマチュアレスラー
- 源平彩南 - アマチュアレスラー
- 坂野結衣 - アマチュアレスラー
- 熊野ゆづる - アマチュアレスラー
- 森川美和 - アマチュアレスラー
- 石井亜海 - アマチュアレスラー
- 関正子 - 元卓球選手